# Apanteles milleri
Apanteles milleri är en stekelart som beskrevs av Mason 1974. Apanteles milleri ingår i släktet Apanteles och familjen bracksteklar. Inga underarter finns listade i Catalogue of Life.